# Talarn
Talarn község Spanyolországban, Lleida tartományban. Talarn Tremp, Salàs de Pallars, Isona i Conca Dellà és Castell de Mur községekkel határos. Lakosainak száma 539 fő (2024).

## Népesség
A település népessége az utóbbi években az alábbiak szerint változott:
| Lakosok száma | 350  | 736  | 523  | 553  | 1110 | 338  | 397  | 413  | 585  | 539  |
|               | 1717 | 1887 | 1936 | 1960 | 1986 | 2004 | 2009 | 2014 | 2019 | 2024 |